# Chinaella pingellensis
Chinaella pingellensis är en insektsart som beskrevs av Evans 1972. Chinaella pingellensis ingår i släktet Chinaella och familjen dvärgstritar. Inga underarter finns listade i Catalogue of Life.